# Christen Pram
Christen Henriksen Pram född den 4 september 1756 i Lesja i Gudbrandsdalen i Norge, död den 28 november 1821, var en dansk författare.
Pram blev student 1772 och fullmäktig i Kommerskollegium 1781 samt steg sedan till deputerad (1812–1816). År 1819 flyttade han som tullförvaltare till Sankt Thomas, där han dog. Pram var på samma gång en nitisk ämbetsman och en mångsidigt produktiv författare. Bland hans många avhandlingar må nämnas en om folkets klädedräkt (1791) och en om en högskola i Norge (1795).
Tillsammans med Rahbek utgav han 1785–1793 den frisinnade månadsskriften "Minerva" och var 1796 en av stiftarna av Det skandinaviske Literaturselskab. Vidare skrev han både heroiska och komiska teaterstycken, såsom Frode og Fingal (1790) och Ægteskabsskolen (1795), liksom ett stort epos, Stærkodder (1785). Därtill kom några berättelser och idyllen Emilies Kilde (1782) med mera. Hans Udvalgte digteriske Arbejder utkom i 6 band 1824–1829.